# Passiflora chrysosepala
Passiflora chrysosepala là một loài thực vật có hoa trong họ Lạc tiên. Loài này được Schwerdtfeger mô tả khoa học đầu tiên năm 1997.